# Пунгартник, Роман
Роман Пунгартник (словен. Roman Pungartnik; род. 16 мая 1971, Целе) — словенский гандболист, выступавший за клубы Целе, ГК Киль, ГК Гамбург, Гуммерсбах.

## Карьера
Клубная

Роман Пунгартник до 2002 года играл в Словении, в клубе Целе. В 2002 году Роман Пунгартник перешёл в Вильхельмсхавенер, который выступал тогда в бундеслиге. В 2003 году Роман Пунгартник перешёл в ГК Киль, в составе которого выиграл 1 раз чемпионат Германии, суперкубок Германии и кубок ЕГФ. Всего за Киль, Роман Пунгартник, во всех турнирах, провёл 63 матча и забил 124 гола. В 2005 году, Роман Пунгартник перешёл в ГК Гамбург, в составе которого выиграл суперкубок Германии, кубок обладателей кубков ЕГФ. В 2007 году Роман Пунгартник перешёл в немецкий клуб Гуммерсбах. В 2008 году Роман Пунгартник перешёл в Швейцарский клуб Каддетен Шафхаузен. В 2010 году Роман Пунгартник выступал за немецкий клуб ТУС Любеке.

Международная

Роман Пунгартник провёл за сборную Словении 171 матчей и забил 679 гола.

## Награды
- Чемпионат Германии: 2005
- Обладатель кубка Германии: 2006
- Обладатель суперкубка Германии: 2005, 2006
- Обладатель кубка обладателей кубков ЕГФ: 2007
- Обладатель кубка ЕГФ: 2004
- Чемпионат Словении: 1992, 1993, 1994, 1995, 1996, 1997, 1998, 1999, 2000, 2001
- Серебряный призёр чемпионата Мира: 2004

## Статистика
| Сезон                 | Клуб               | Лига                | Матчи | Голы | 7-метр | Голы |
| --------------------- | ------------------ | ------------------- | ----- | ---- | ------ | ---- |
| 2002/03               | Вильхельмсхавенер  | Бундеслига          | 32    | 208  | 4      | 204  |
| 2003/04               | Киль               | Бундеслига          | 19    | 51   | 1      | 50   |
| 2004/05               | Киль               | Бундеслига          | 24    | 27   | 7      | 20   |
| 2005/06               | Гамбург            | Бундеслига          | 32    | 123  | 22     | 101  |
| 2006/07               | Гамбург            | Бундеслига          | 27    | 109  | 8      | 101  |
| 2007/08               | Гуммерсбах         | Бундеслига          | 34    | 177  | 2      | 175  |
| 2008/09               | Каддетен Шафхаузен | Чемпионат Швейцарии | 22    | 136  | 0      | 136  |
| 2009/10               | ТУС Любеке         | Бундеслига          | 1     | 2    | 0      | 2    |
| 2003—2008 , 2009—2010 | Итого              | Бундеслига          | 169   | 697  | 44     | 653  |